# Бітля
Бі́тля (англ. Bitlia) — село в Україні, у Самбірському районі Львівської області. Лежить на віддалі 17 км на південний захід від центру селищної  громади Бориня і за 16 км від залізничної станції Сянки на лінії Самбір-Ужгород. Населення становить 864 осіб. Орган місцевого самоврядування — Боринська селищна рада.

## Історія
Перша письмова згадка про Бітлю 1512 рік.
У межах примусової колективізації з боку радянських окупантів 1940-го створено колгосп імені Ворошилова. Згодом, після другої радянської окупації, створено радгосп «Дружба», а у селі функціонувала головна його садиба. 1967 року встановлено совєцький обеліск на пам'ять про односельців, які загинули у боротьбі з німецькими окупантами.

## Церква
На рівній ділянці в центрі села при дорозі розташована мурована церква святого Миколая, споруджена 1842 року. Проектантом її будівництва був архітектор Йосиф Вандрушка. Споруда належить до пам'яток архітектури місцевого значення. Церква орієнтована вівтарем на північ, однонавова споруда з одноярусною невеликою квадратною вежею на західному фасаді. Складається з великої прямокутної нави, з внутрішньо виділеним присінком, та дещо вужчого вівтаря, до якого з заходу прилягає невелике прямокутне захристя. Вкрита церква трисхилим дахом з маленькою маківкою на гребені. Оцинковані стіни завершені скромним профільованим ґзимсом, підкреслені наріжними лопатками. Бічні стіни прорізані високопосадженими півциркульними вікнами в простих обрамуваннях. Чільний фасад розділений профільованим ґзимсом на два яруси. Обабіч входу в скромному обрамуванні розташовані дві аркові ніші з іконами Христа й Богородиці. Над порталом табличка з написом та термальне вікно, що освітлює хори. Вежа вкрита наметовим дахом з переломом.

## Господарство
У радянські часи тутешній радгосп «Дружба» у межах села (свого Бітлянського відділу) мав 1384 га сільгоспугідь, зокрема 427 га пасовиськ та 978 га лісу. Спеціалізувався на виготовленні м'яса, молока, картоплі й льону.
При радгоспі функціонувала автотракторна майстерня, також у Бітлі були швейна та взуттєва майстерні.

## Населення
- 1880 – 1355 мешканців (1 римо-католик, 1281 греко-католиків, 72 юдеїв)[3];
- 1921 – 1776 мешканців;
- 1970 – 2141 мешканець, дворів — 573;[4]
- 1989 – 2000 (988 чол., 1012 жін.)[5]
- 2001 – 1101[6].

## Соціальна сфера
У селі функціонує середня школа, дитсадок, два народні доми на 180 і 100 осіб, дві бібліотеки, амбулаторія, дві крамниці, поштове відділення, в радянські часи були дві широкоекранні кіноустановки.
У селі є ансамбль дримбарів і трембітарів, а також танцювальний ансамбль.

## Виноски
1. ↑  https://borynyatg.gov.ua/attachments/f23e632e-cc1b-490a-bd68-e47e4ebdf6a8_Стратегії%20розвитку%20Боринської%20територіальної%20громади%20на%202022-%202027%20роки.pdf
2. ↑  Бітлянська сільська рада. Архів оригіналу за 10 грудня 2014. Процитовано 22 серпня 2014.
3. ↑  Бітля(пол.) у «Słownik geograficzny Królestwa Polskiego i innyh krajów słowiańskich», druk «Wieku» Nowy-Świat Nr 59, Warszawa 1880
4. ↑  «Історія міст та сіл УРСР. Львівська область», 1978, стор. 691
5. ↑  Головне управління статистики Львівської області
6. ↑  Облікова картка Бітлі на сайті Верховної Ради